# Tinta em pó

## Introdução

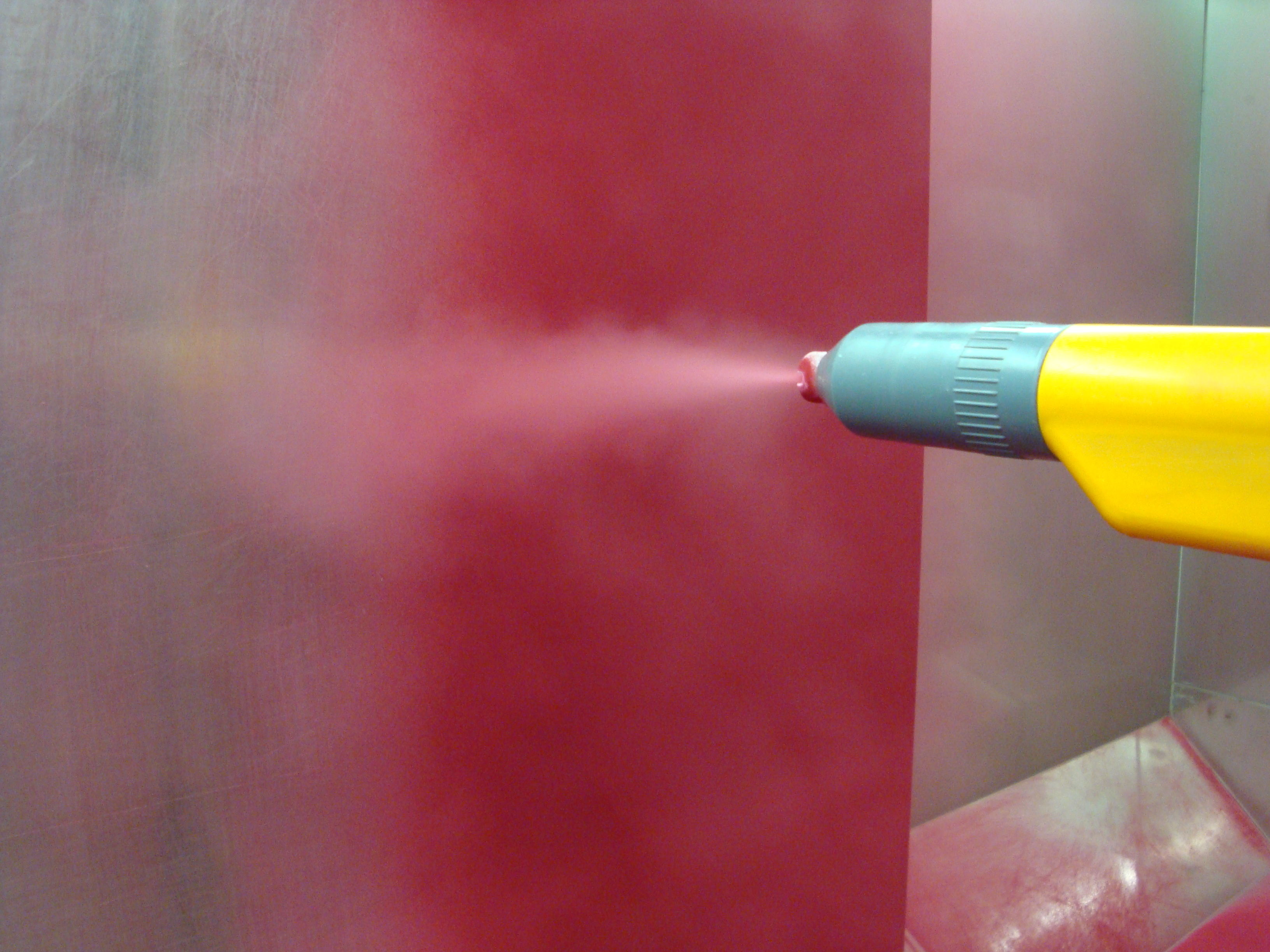
Aplicação de Tinta em Pó

Dentre todos os revestimentos protetivos, a tinta eletrostática em pó é certamente um dos segmentos mais inovadores dentro do ramo de tintas. Esta teve seu início na década de 50 como isolante elétrico, mas está em constante crescimento e desenvolvimento até os dias de hoje.
A tinta eletrostática em pó é composta basicamente de 5 tipos diferentes de componentes sólidos (não há incorporação de solventes e/ou materiais líquidos ou pastosos), sendo estes: resinas, agentes de cura, pigmentos, cargas funcionais e aditivos. 
As matérias-primas são misturadas e processadas formando um pó seco que é aplicado eletrostaticamente ao substrato a ser pintado. Este então é submetido a um processo de cura por calor ou radiação que polimeriza a fina camada de pó depositado sob o substrato, conferindo as características do o filme de tinta.

## História da Tinta Eletrostática em Pó
As primeiras aparições de tinta eletrostática em pó se deram na década de 50, quando por meio do sistema de leito fluidizado o Dr. Erwin Gemmer foi capaz de aplicar PVC em pó sobre uma superfície metálica pré-aquecida. Pouco depois, a tecnologia de leito fluidizado, incluindo revestimentos em pó a base de polietileno e nylon, foram disseminadas nos Estados Unidos.  
No final da década de 50, os primeiros revestimentos em pó termorrígidos apareceram no mercado, fruto do trabalho desenvolvido pela Shell Chemicals, onde objetivo era o desenvolvimento de uma tinta protetiva orgânica para as tubulações subterrâneas de gás. Os primeiros sistemas químicos dos revestimentos em pó termorrígidos eram relativamente simples, sendo uma mistura de resinas epóxi, agente de cura e pigmentos dispersos por um moinho de bolas, mas devido a baixa homogeneização os resultados de pintura eram inconsistentes.
O processo de extrusão, que é corriqueiro atualmente na indústria de tinta eletrostática em pó, foi desenvolvido pelos laboratórios da Shell Chemical em 1962, e neste mesmo ano a companhia SAMES desenvolveu os primeiros equipamentos de aplicação de eletrodeposição em tinta em pó. As pistolas de eletrodeposição revolucionaram a indústria de tinta eletrostática em pó abrindo a possibilidade para o mercado decorativo com melhores acabamentos e filmes de tinta mais finos (em torno de 60μm mas podendo atingir filmes de até 30μm). 
O contínuo desenvolvimento tecnológico de matérias-primas e processos, alavancado por exigências da indústria automotiva, arquitetônica e indústria geral estão impulsionando a expansão deste mercado em detrimento ao uso de revestimentos líquidos.

## O Mercado de Tinta em Pó
De acordo com a pesquisa Allied Market Research, há uma demanda crescente por revestimentos em pó nos mercados arquitetônico, automotivo/maquinários agrícolas (ACE), decorativo, funcional e indústria gera, principalmente atribuída pelos avanços tecnológicos na área e restrições ambientais relacionadas a produtos de baixo ou zero emissão de solventes (VOC - volatille organic componds).
É notado que o mercado teve um crescimento moderado nos últimos anos, mas espera-se um crescimento composto (CAGR - Compound Annual Growth Rate) de 6,3% entre 2014 e 2022 em volume, com expectativa de gerar $12.332 milhões até 2022. 

## Vantagens e desvantagens das Tintas em Pó
A pintura a pó caracteriza-se por ter um acabamento mais duro e resistente que a pintura líquida convencional. Ela é usada principalmente no recobrimento de metais, como aço e alumínio (tanto para indústria automóvel como para linhas brancas e arquitectura), bicicletas. Tecnologias mais recentes permitem usar este tipo de tinta sobre MDF.
As vantagens da pintura a pó são as seguintes:
- 1.- A pintura a pó emite 0 ou quase 0 de  (VOC - volatille organic componds).;
- 2.- Permitem a aplicação de camadas mais espessas de tinta sem haver lugar a escorridos;
- 3.- A quantidade não usada de tinta em pó poder ser reutilizada e por isso é possível chegar aos 97-98% de utilização da tinta;
- 4.- As linha de pintura a pó produzem uma menor quantidade de resíduos perigosos que as instalações de pintura líquida convencional;
- 5.- Os custos de capital e de operação associados a uma linha de pintura a pó são inferiores a uma linha de pintura líquida;
- 6.- A diferença entre a aparência de objectos pintados horizontalmente dos pintados verticalmente é menos pronunciada que em pintura líquida;
- 7. A pintura a pó permite uma maior gama de efeitos especiais que são impossíveis de obter em pintura líquida.

No entanto, as tintas em pó possuem também as seguintes desvantagens:
- 1.- É difícil aplicar camadas finas de tinta que 50 µm de espessura, pois ao ser constituído por partículas entre 30 e 50 µm, o defeito casca de laranja torna-se inaceitável;
- 2.- Certas tintas em pó degradam-se quando expostas entre 5 e 10 anos aos raios Ultravioleta;
- 3.- Como o investimento numa linha de pintura a pó é elevado, em pintura de pequenas série, o seu custo será superior.
- 4.- Em pintura de peças à cor da carroçaria do automóvel, a pintura em pó não consegue reproduzir fielmente a cor da pintura líquida.

## Tipos de Tintas em Pó
A tinta em pó pode ser subdividida em basicamente duas categorias: termoplástica e termorrígida. 
Os primeiros revestimentos em pó produzidos se baseavam em polímeros termoplásticos, que eram fundidos na temperatura de aplicação do substrato e solidificava após o resfriamento. A facilidade no processamento e aplicação, matérias-primas entre outros fatores, contribuíram para a popularização dos revestimentos em pó termoplásticos no início da década de 50. 
Em contrapartida, a tinta em pó termoplástica apresentava desvantagens como a alta temperatura de fusão, baixa resistência aos solventes e baixa adesão a substratos metálicos (que muitas vezes necessitavam de primers de aplicação). Tais desvantagens foram posteriormente superadas com o uso de polímeros termorrígidos, que rapidamente assumiram quase totalitariamente o mercado de tintas em pó.
Desconsiderando as desvantagens, existem tipos de tinta em pó termoplásticas com propriedades únicas: algumas variedades possuem excelente resistência a solventes (poliolefinas), excelente resistência ao intemperismo (fluoreto de polivinílideno), resistência ao desgaste (poliamidas) e bom custo/benefício (cloreto de poliviníla).
Os pós termoplásticos não sofrem qualquer alteração química durante a cura, Esta apenas se limita a fundir o pó e a fluir até à sua forma final
As tintas em pó são constituídos por polímeros tais como Poliéster, Poliuretano, epoxy poliéster, epóxy e acrílicos.

## Produção de tinta em pó

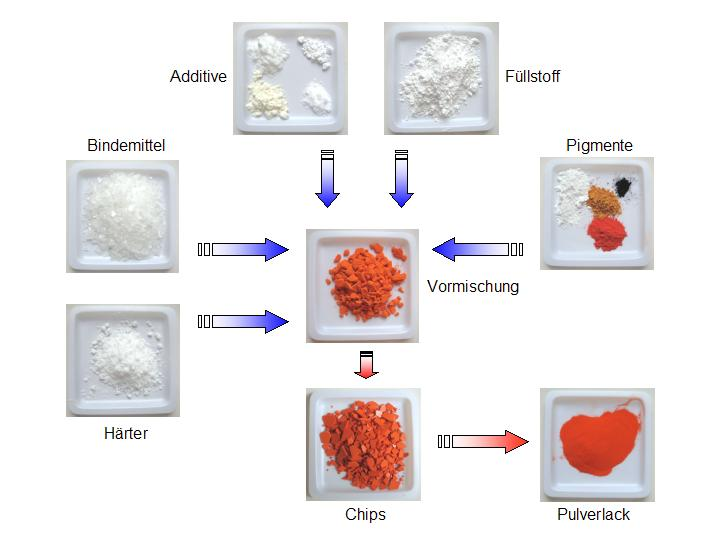
Fases do processo produtivo

- 1.- Os componentes da tinta em pó (Polímero, endurecedor, pigmentos, etc.) são misturados em um misturador;
- 2.- A mistura é aquecida até fundir;
- 3.- A mistura é extrudada através de uma fieira grossa;
- 4.- Após sair da extrusora a tinta é depositada em um tapete rolante onde arrefece;
- 5.- À saída do tapete rolante, a tinta é partida em pequenos estilhaços;
- 6.- Os estilhaços são moídos até se obter um pó fino.

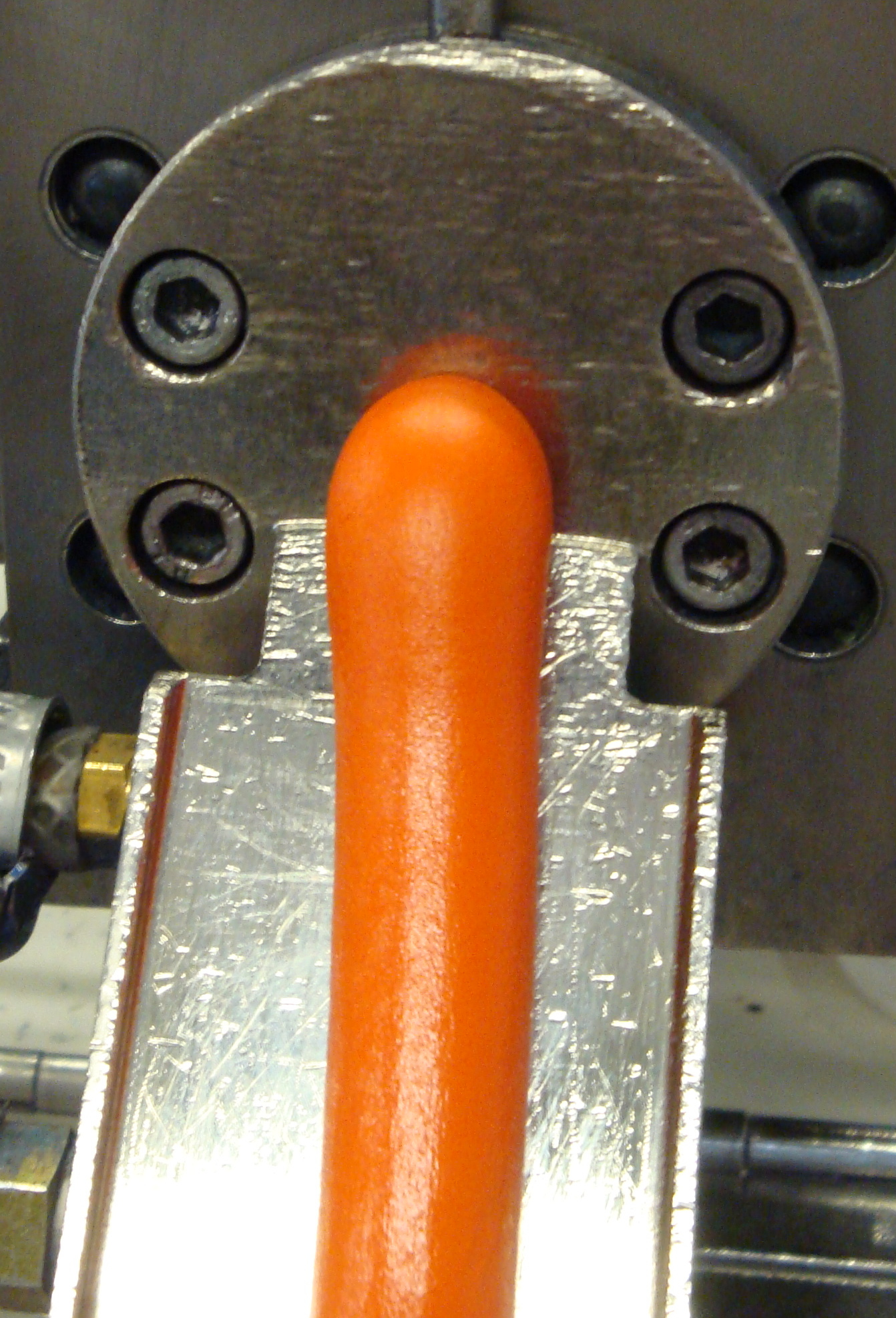
Tinta em pó saindo da extrusora

## Processo de Pintura com Tinta em Pó
O processo de pintura com tintas em pó é realizado em instalações de pintura automáticas através de uma linha de produção contínua ou não envolvendo três processos: Pré-tratamento da superfície, Aplicação do pó e cura.

### Pré-tratamento da superfície
Em qualquer operação de pintura é fundamental a remoção integral de óleos, gorduras, sujidade e óxidos que se encontram na superfície a pintar. Este objectivo pode ser alcançado através de uma variedade de métodos químicos e mecânicos. A selecção do método mais apropriado depende da forma, do tamanho, do tipo de material a pintar, da própria tinta em pó que irá ser aplicada e dos requisitos de resistência que se esperam obter do material pintado.
O processo começa com um, ou vários estágios de lavagem e desengorduramento, seguidos de desoxidação da superfície e do estágio de tratamento anticorrosivo, o qual pode ser de cromatação para materiais em alumínio ou de fosfatação para material em aço. Para além de protegerem o metal estes tratamentos também aumentam a aderência da tinta ao substrato.
Recentemente foram desenvolvidos novos processos à base de Zircónio e Silanos que visam eliminar a utilização de crómio hexavalente 
(Químico muito tóxico) usado na cromatação. Desde 2007 que a indústria automóvel europeia proíbe a utilização de Crómio Hexavalente no tratamento de superfícies dos componentes automóveis.
Outro método alternativo para o pré-tratamento de peças a pintar é a decapagem com jacto abrasivo, viável para peças metálicas grandes, com espessura de chapa acima de 3 mm

### Aplicação de Tinta Eletrostática em Pó

#### Pistola Electrostática
O método mais comum de aplicação é através de pistolas electroestáticas. A pistola, através de um eléctrodo carrega positivamente o pó, o qual é projectado por ar comprimido da pistola para a peça, a qual se encontra ligada à terra, fazendo com que o pó adira à superfície e, devido à electrostática, haja relativamente pouca tinta que não aderiu à peça, quando comparado com métodos de pintura líquida não electrostática.

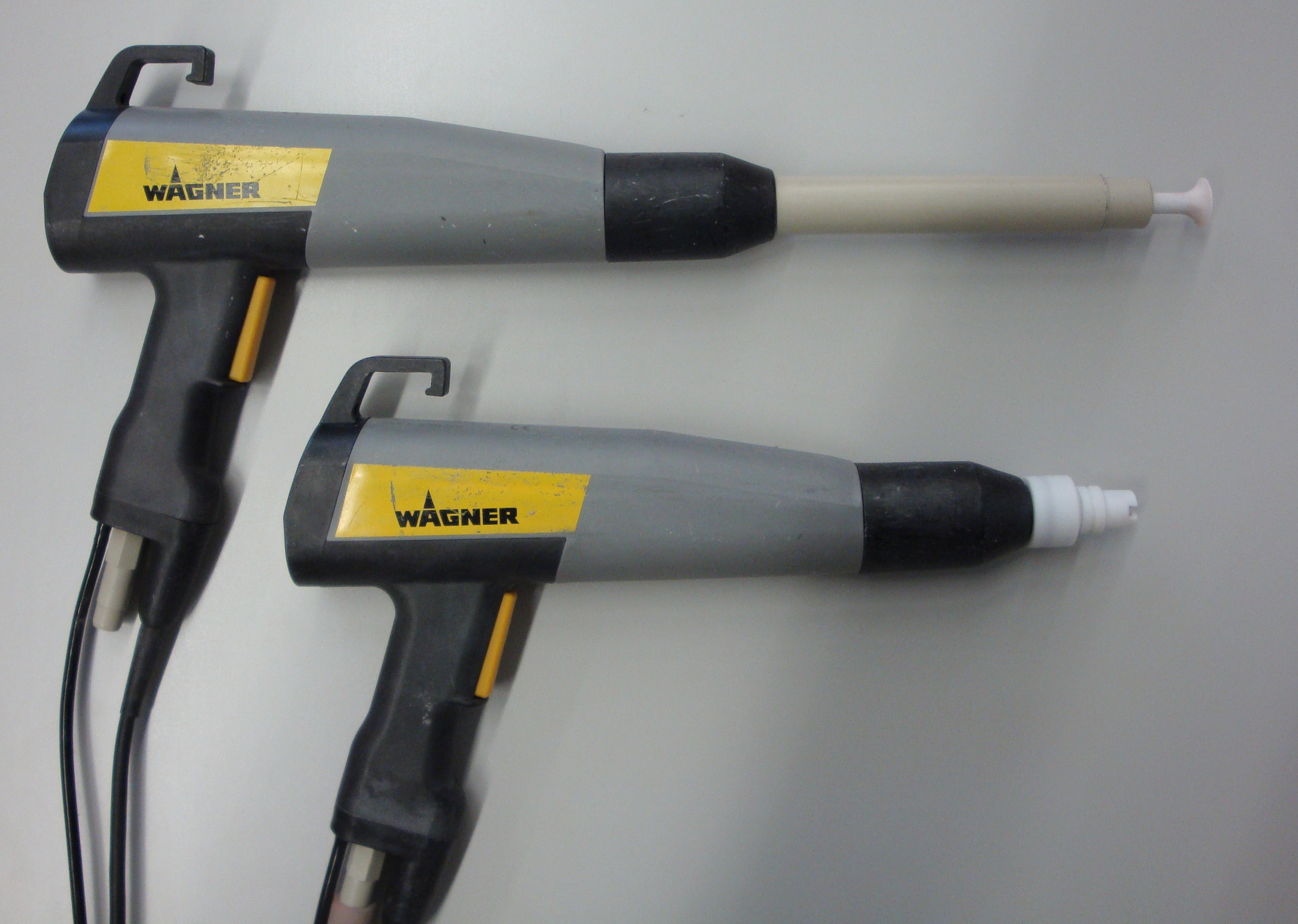
Pistola Tribo e Electroestática

#### Pistola Tribo
Outro método de aplicação de tinta em pó é através de uma pistola Tribo, a qual electriza a tinta através de fricção triboelectrica. Neste método, a tinta em pó é electrizada positivamente enquanto roça ao longo de um tubo de Teflon que existe dentro do cano da pistola sendo depois enviada para a peça ligada à terra. Este tipo de aplicação necessita de um pó com características diferentes dos pós aplicados com pistolas electroestáticas.

#### Leito Fluidizado
Neste método a peça é pré-aquecida e imersa num leito de tinta em pó fluidizado através de ar comprimido. O pó adere à peça e funde devido ao calor. Para terminar o processo de cura, a peça é novamente aquecida dentro de um forno. Este processo é usado para obter espessuras de filme superiores a 300 µm, tais como os carros para máquinas de lavar-louça.

#### Leito fluidizado electrostático
Usa o mesmo princípio que o leito fluidizado, mas com muito menos tinta em pó. Neste método e dentro do leito existe um meio de carga electrostática., que carga as partículas de pó no seu movimento ascensional, formando uma nuvem de partículas de tinta em pó carregadas positivamente. A peça ligada à terra, que neste processo não é pré-aquecida, ao passar pela nuvem atrai as partículas de tinta

### Cura
Após a peça ter recebido a tinta em pó, ela entra dentro de um forno onde permanece durante o período de cura. Genericamente a cura de uma tinta em pó é feita através do aquecimento da peça a 180 °C durante 20 min ou 200 °C durante 10 min. Este período de tempo é necessário para o polímero fundir e realizar a reacção de reticulação.
O processo de aquecimento é feito através de fornos de convecção de ar quente ou de luzes de infra-vermelhos.

### Remoção da tinta em pó
O Diclorometano é o decapante químico mais eficaz para a remoção de tinta em pó. As maiorias dos solventes orgânicos (Acetona, diluentes, etc.) são totalmente ineficazes.
Devido ao fato de o Diclorometano ser tóxico, além de recentes suspeitas de ser potencialmente cancerígeno, ele começa a ser substituído pelo Álcool Benzílico com grande sucesso.